# شهرك بدر (مقاطعة دهلران)
شهرك بدر (بالفارسية: شهرک بدر) هي قرية تقع في قسم دشت عباس الريفي (مقاطعة دهلران) في إيران. يقدر عدد سكانها بـ 91 نسمة بحسب إحصاء 2016.